# Інститут економіки та менеджменту ВНУ імені Лесі Українки
Шаблон:Картка:ВНУ імені Лесі Українки
Факультет економіки та управління — один із факультетів Волинського національного університету імені Лесі Українки створений як економічний факультет у 1994 році.

## Загальна інформація
Факультет економіки та управління є структурним підрозділом Волинського національного університету імені Лесі Українки, створений у зв'язку із відкриттям нових спеціальностей.
У 1994 р. на факультеті відкрито аспірантуру, а в 1998 — докторантуру.
На факультеті економіки та управління проводяться наукові дослідження за пріоритетними напрямками. Видається «Науковий вісник Волинського національного університету імені Лесі Українки», в якому серія «Економіка» є фаховим виданням. Щорічно проводяться міжнародні науково-практичні конференції з актуальних проблем економіки.
Факультет підтримує тісні наукові зв'язки з економічним факультетом Київського національного університету імені Т. Г. Шевченка, Київським національним економічним університетом ім. Вадима Гетьмана, Радою по вивченню продуктивних сил України НАН України (м. Київ), інститутом обліку і аудиту Національного Тернопільського університету, Національною академією статистики, обліку та аудиту Держкомстату України, Держкомстатом України, Національним університетом водного господарства та природокористування (м. Рівне), Національним університетом «Острозька академія», економічним факультетом Львівського національного університету імені І. Франка, Тернопільським національним економічним університетом, Національним університетом «Львівська політехніка», економічним факультетом Берестейського державного технічного університету, Національним технічним університетом «Харківський політехнічний інститут», Вищою Суспільною Школою Підприємництва та Управління (м. Лодзь, Польща).
Надаючи великого значення налагодженню міжнародної співпраці в рамках реалізацію Болонського процесу і визнання вітчизняних дипломів закордоном, колектив факультету проводить велику роботу з пошуку партнерів для реалізації спільних навчальних програм, обміну студентами та викладачами. 
Особливою рисою факультету є те, що всі його випускники працевлаштовані. Адже спектр установ, де вони можуть знайти практичне застосування отриманим знанням надзвичайно широкий. Це — і робота в облікових та аналітичних підрозділах підприємств на посадах фінансового директора, головного бухгалтера, головного економіста, провідних спеціалістів; і в аудиторських фірмах, контрольно-ревізійних управліннях, податкових адміністраціях, банках, казначействах, страхових компаніях, інвестиційних фондах й інших фінансових установах. Випускники факультету можуть проявити себе і на педагогічній ниві — як викладачі фахових дисциплін у вищих навчальних закладах I—IV рівнів акредитації.

## Історія

### Декан
- Данилюк Тетяна Іллівна

## Відомі випускники
- Сергій Мартиняк– депутат Верховної Ради України, засновник агропромислової групи «Пан Курчак»;
- Олександр Ляцевич — директор ТОВ «ТД Луцьк Кондитер»;
- Сергій Арент — директор і засновник «Антарес СВ», голова правління громадської організації «Погляд патріота»;
- Дмитро Зузук — директор з економіки ПАТ «Антарес»;
- Володимир Мудрик — начальник операційного управління «OTP Bank»;
- Ігор Гукало — керуючий Волинської філії ПАТ «Кредитпромбанк».